# ヨゼフ・アルバース
ヨゼフ・アルバース（Josef Albers, 1888年3月19日 - 1976年3月25日）は、ドイツ出身で、のちアメリカに移住した美術家。ヨーゼフ・アルバース、ヨゼフ・アルベルス、ヨーゼフ・アルベルス、ジョセフ・アルバース（英語読み）などと記載されることもある。
彼の父は塗装、大工、便利屋の仕事、母は鍛冶屋の技術を持ち、この家庭環境がアルバースに、素材の扱い方や技術の生涯にわたる自信をつけさせた。彼はバウハウスに学び、卒業後は、バウハウスにて教鞭をとった。
1933年のバウハウスの閉鎖に伴い、アメリカに移住。アメリカにおいては、ブラック・マウンテン・カレッジ（多くのアメリカの現代美術家がこの大学を卒業したことで知られる）やイエール大学などで美術教育を継続し、バウハウス的な教育理念をアメリカにもたらした。アメリカでの教え子の中には、ロバート・ラウシェンバーグやサイ・トゥオンブリーなどがいる。
色彩と形態の関係について研究を深め、学生たちを指導した。一方、実作品としては、複数の正方形を規則正しく配置したような、シンプルな構成の抽象画が有名である。

## 関連する展覧会
- アルバースのメソード展　いろとかたちの研究、新潟市美術館、2002年9月14日-10月20日
- バウハウス1919-1933、セゾン美術館、1995年

## 書籍
- 色彩構成　配色による創造、ジョセフ・アルバース著、白石和也訳、ダヴィッド社、1972年
- ジョセフ・アルバースの視覚世界　直線のみで、ジョセフ・アルバース図像構成・詩文、フランソワ・ブシェ（Francois Bucher）解説・分析、首藤順蔵訳、玉川大学出版部、1988年
- アルバースのメソード展 : いろとかたちの研究、北上あつ子編、新潟市美術館、2002年